# Mario Giannone
Mario Giannone (Montella, 10 aprile 1910 – Napoli, 24 maggio 1989) è stato un presbitero, scrittore e militare italiano.

## Biografia
Padre Mario Giannone fu ordinato sacerdote nell'anno 1934. Laureatosi in Lettere diventò professore nel Liceo Filosofico dei Vocazionisti di Napoli insegnando Italiano e Latino. 
Si arruolò volontario quale tenente cappellano militare degli alpini della Julia partecipando alle campagne militari della Seconda guerra mondiale, prima in Grecia e successivamente in Russia con la 303ª Sezione di Sanità ove fu fatto prigioniero nella famosa battaglia del Don nel 1943. Ritornando in patria solo nel lontano 19 luglio 1946 dopo avverse vicissitudini, che trascrisse nel suo libro La tentazione di un prete, fu nominato cappellano del Mausoleo di Posillipo (NA). 
Per il suo impegno in Russia tra i prigionieri italiani fu decorato con la Medaglia di Guerra al Valor militare nonché Cavaliere dell'ordine della Repubblica Italiana. 
Morì a Napoli nel 1989.